# Theoktist der Mönch
Theoktist der Mönch (altgriechisch Θεόκτιστος ο μοναχός Theóktistos ho monachós) war ein Liederdichter und Melodiker des 12. Jahrhunderts.
Zwei Monatsbücher für November und April von seiner Hand sind erhalten. Darin finden sich auch musikalische Notationen sowie aufschlussreiche Ratschläge für Sänger. Die Handschriften befinden sich in der Bibliothèque nationale de France.

## Quelle
- Theodosios V. Georgiadis (Θεοδόσιος Β. Γεωργιάδης), Η Νέα Μούσα : Συνοπτική ιστορική και τεχνική μουσική μελέτη, Εν Σταμπουλ, Τύποις Μάρκου Δημητριάδου, 1936, 45.

| Personendaten    | Personendaten                        |
| ---------------- | ------------------------------------ |
| NAME             | Theoktist der Mönch                  |
| ALTERNATIVNAMEN  | Μοναχός, Θεόκτιστος ο (griechisch)   |
| KURZBESCHREIBUNG | Liederdichter und Melodiker          |
| GEBURTSDATUM     | 12. Jahrhundert                      |
| STERBEDATUM      | 12. Jahrhundert oder 13. Jahrhundert |